# Cucuteni (okręg Jassy)
Cucuteni – wieś w Rumunii w okręgu Jassy. Populacja wynosi 517 mieszkańców, a powierzchnia miejscowości równa jest 23 km².